# 香岩寺 (鞍山)
香岩寺位于辽宁省鞍山市千山区千山南部，是千山五大禪林之一，是全国重点文物保护单位“千山古建筑群”之一。
香岩寺主要建築有天王殿、西方接引殿、大雄寶殿、地藏殿、彌勒殿、藥師殿、觀音閣等。
接引殿前有兩公尺高的漢白玉阿彌陀佛像，殿後有墨玉韋馱菩薩像。接引殿與大雄寶殿之間有一棵三百多年的古松──蟠龍松。大雄寶殿建在六級高的石台之上，氣勢宏偉。殿中供有釋迦牟尼佛、觀世音菩薩及地藏王菩薩。地藏殿依山而建，座落於大雄寶殿之後。
香岩寺四面皆有勝跡：寺後是千山第一高峰──仙人台；寺前有元朝名僧雪庵墓塔碑及有關的老祖洞和煉魔石古跡；寺東山上有建於金朝的雙峰寶塔及一塊20多公尺高的巨石－名為鸚鵡石；寺西北有臥虎峰，因形似卧虎而得名。